# Antoine Coysevox
Charles Antoine Coysevox (29 de septiembre de 1640 - 10 de octubre de 1720) fue un escultor francés, nacido en Lyon, y descendiente de una familia oriunda del Franco Condado bajo administración española.

## Biografía
Sólo tenía diecisiete años cuando produjo una estatua de la Virgen María de considerable mérito; y habiendo estudiado con Louis Lerambert y después de aprender por su cuenta haciendo copias en mármol de esculturas romanas (entre otras la llamada Venus de Médici y el Cástor y Póllux), fue contratado por el obispo de Estrasburgo, el cardenal William Egon de Fürstenberg, para que adornara con estatuas su castillo en Saverne.
En 1666 se casó con Marguerite Quillerier, la sobrina de Lerambert, quien murió al año siguiente del matrimonio. En 1671, después de haber pasado cuatro años en Saverne, que fue posteriormente destruido por el fuego en 1780, regresó a París. En 1676 su busto del pintor Charles Le Brun le sirvió para obtener el ingreso en la Académie Royale. Un año más tarde se casó con Claude Bourdict.
Como consecuencia de la coordinación de las artes oficiales que ejerció Charles Le Brun entre los años 1677 y 1685, fue contratado por cuenta de Luis XIV para producir gran parte de la decoración y un gran número de estatuas para Versalles; y más tarde trabajó, entre 1701 y 1709, con una facilidad y un éxito no menores, para el Palacio de Marly, posteriormente abandonado con amplitud, luego destruido durante la Revolución.

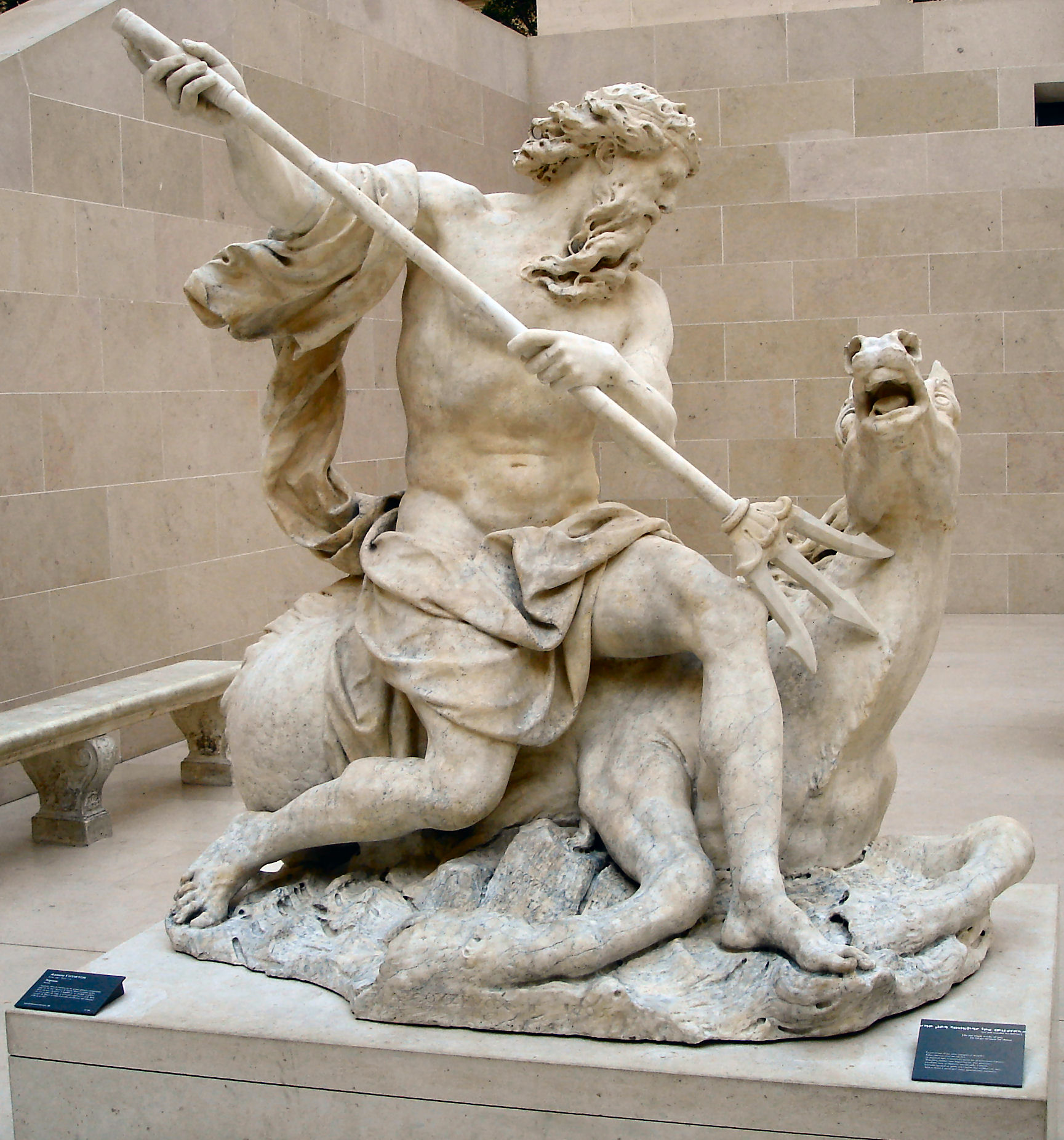
Neptuno, de Marly, 1699-1705 (Louvre).

Entre sus obras de Marly están el Mercurio y la ecuestre Fama (1702) y Neptuno y Anfítrite, trasladados en 1719 a los Jardines de las Tullerías; Justicia y Fortaleza y el Río Garona en Versalles. 
Se le considera un gran retratista, inspirado por Gian Lorenzo Bernini. En sus esculturas de retratos tuvo gran éxito reflejando no solo la semejanza física de los modelos, sino por su habilidad en la captación de la psicología de los retratados; hizo retratos en busto de la mayor parte de los hombres célebres de su tiempo, incluyendo a Luis XIV y a Luis XV en Versalles, Colbert (en Saint-Eustache), el Cardenal Mazarino (en la iglesia del Colegio de las Cuatro Naciones), el Gran Condé (en el Louvre), María Teresa I de Austria, Turena, Vauban, los Cardenales de Bouillon y de Polignac, el duque de Chaulnes (Galería Nacional de Arte de Washington D. C.); Fénelon, Racine, André Le Nôtre (iglesia de St-Roch); Bossuet (en el Louvre), el conde de Harcourt, el Cardenal de Fürstenberg y Charles Le Brun (en el Louvre). Sin embargo, los más destacados son los que realiza a sus amistades donde libre de las prescripciones del retrato oficial, consigue un mayor naturalismo en la expresión del retratado.  
Coysevox murió en París el 10 de octubre de 1720.
Además de las obras antes mencionadas, hizo una docena de monumentos funerarios, incluyendo los de Colbert (en Saint-Eustache), y el del pintor Le Brun (en la iglesia de Saint Nicholas-du-Chardon). De estos mausoleos, destaca el del Cardenal Mazarino, hoy conservado en el Louvre, en el que «recoge la inspiración teatral italiana y la interpreta de modo más clásico en sus alegorías».
Entre 1708 y 1710 Coysevox produjo otras tres esculturas para Marly, un Pan (hoy en el Louvre), flanqueada por una Flora y una Dríade (en los jardines de las Tullerías). Un modelo reducido en terracota de la Dríade, firmada y datada en 1709, se encuentra en el Museo Ashmoleano, Oxford.
Entre los alumnos de Coysevox estuvieron sus sobrinos Nicolas y Guillaume Coustou.

## Obras

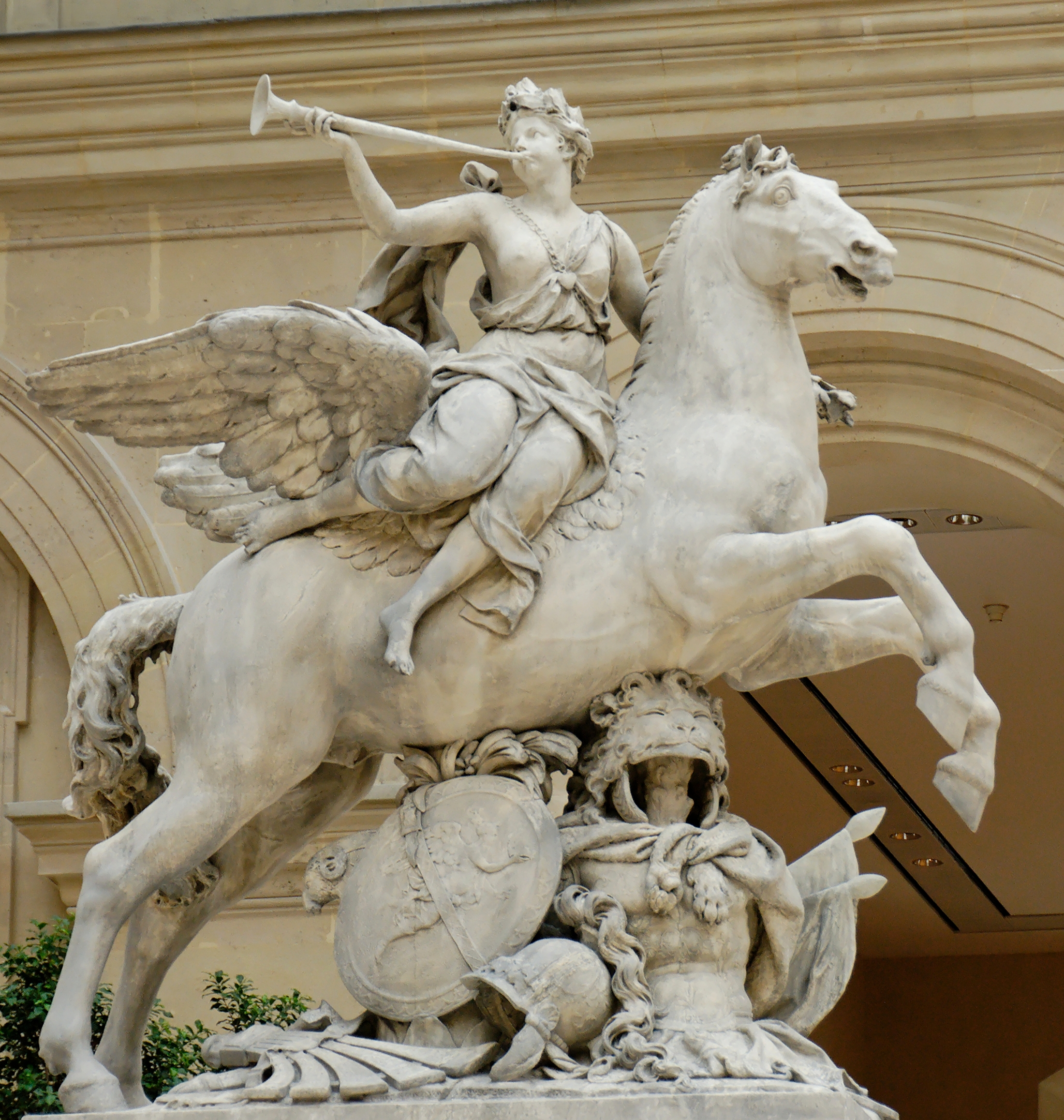
Fama de Luis XIV, para Marly, 1702, trasladado al Jardín de las Tullerías, 1719.

### París

#### Museo del Louvre
- La Renommée montée sur Pégase  y Mercure monté sur Pégase (1699 - 1702) , dos grupos en mármol originalmente destinados al parque del Palacio de Marly
- Le Berger flûteur (Pan) , que, con la Dríade  y la Flora , formaron un grupo consagrado al bosque, ubicado en el parque del Palacio de Marly
- Anfítrite  (1705), mármol
- Neptuno (1705), mármol
- El río Marne  (1706), estatua alegórica, mármol
- El río Sena  (1706), estatua alegórica, mármol
- Ninfa en su concha , estatua, mármol
- Vénus accroupie  (1685 - 1686), estatua, mármol
- Retrato del pintor Antoine Coypel (1661-1722) , busto, mármol
- Retrato del pintor Charles Le Brun (1619 - 1690)  (1679), busto, mármol
- Retrato de Jean-Baptiste Colbert (1619 - 1683) , busto, mármol
- Retrato de Luis II de Borbón llamado El Gran Condé  (1688), busto, bronce
- Retrato de Luis XV a la edad de nueve años  (1719), busto, terracota
- Retrato de la señora de Vaucel  (antes de 1712), busto, terracota
- Retrato de Marie Serre, madre del pintor Hyacinthe Rigaud  (1706), busto, mármol
- Autorretrato, busto, mármol
- María Adelaida de Saboya, duquesa de Borgoña, como Diana (1685-1712)  (1710), estatua, mármol

#### Iglesia de Saint-Louis des Invalides
- Las cuatro virtudes: Fortaleza, Justicia, Templanza, Prudencia, así como Carlomagno, estatuas de piedra

#### Museo Carnavalet
- Luis XIV como emperador romano, estatua, bronce, patio del hôtel Le Pelletier de Saint-Fargeau

### En provincias

#### En Versalles

##### Palacio de Versalles
- Retrato del Gran Delfín, hijo de Luis XIV - representado en 1679, busto, mármol
- Alegoría del río Garona (1686), grupo, bronce, parque del palacio, el Parterre de agua, estanque norte, brocal este; hizo otras alegorías de ríos para el parque de este palacio
- El Vaso (o Jarro, jarrón) de la Guerra (alegoría de la sumisión de España y de la derrota de los Turcos en Hungría), mármol, parque del palacio, al lado de los jardines
- Glorificación de Luis XIV (1678) en el Salón de la Guerra, gran relieve de estuco representando a Luis XIV a caballo[5]

##### Museo Lambinet
- Retrato de María Adelaida de Saboya, duquesa de Borgoña, esposa de Luis de Francia (1682-1712), busto, mármol

#### EnChantilly
- Retrato del Gran Condé, busto, bronce, museo Condé

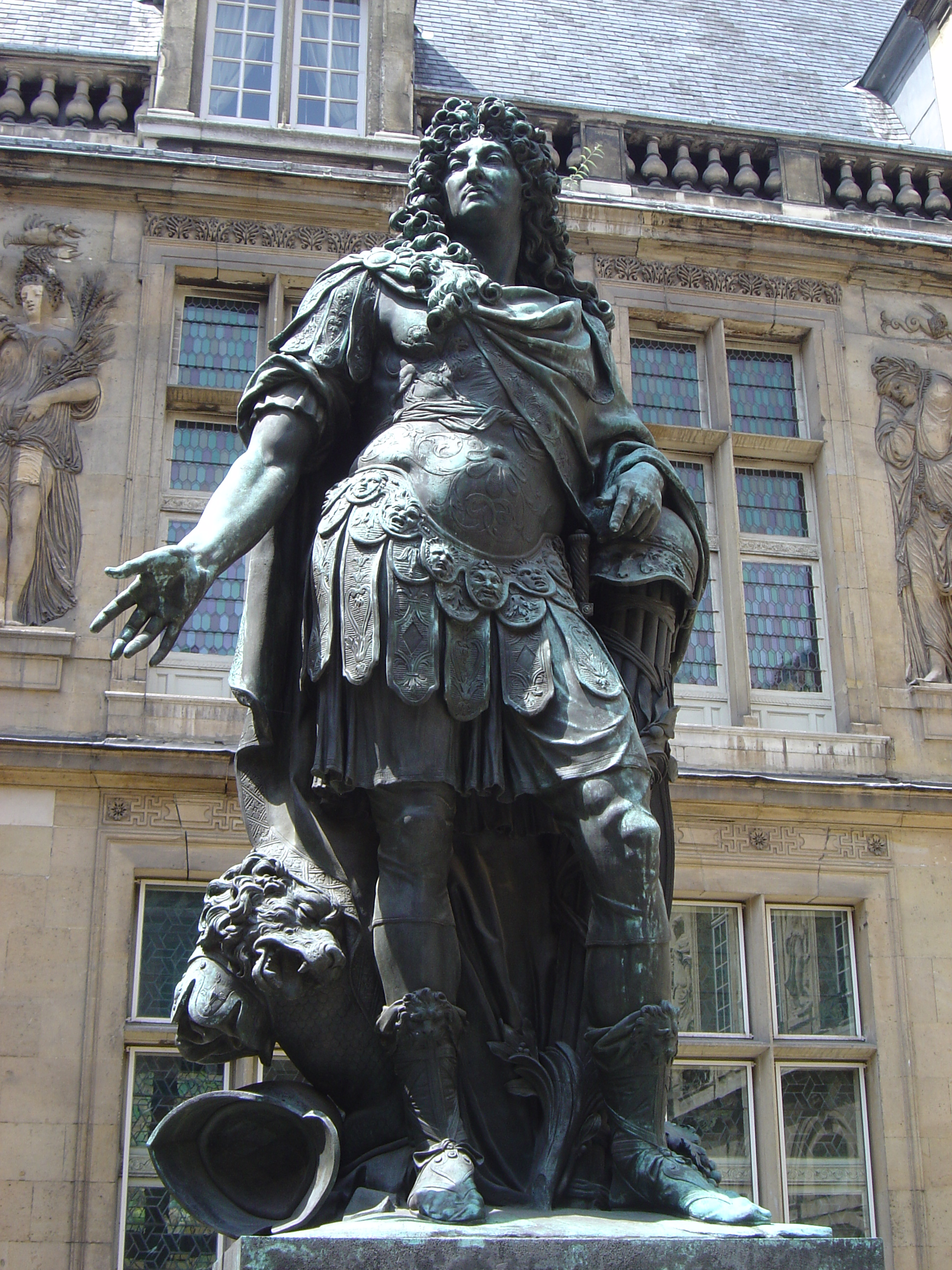
Luis XIV, patio del museo Carnavalet
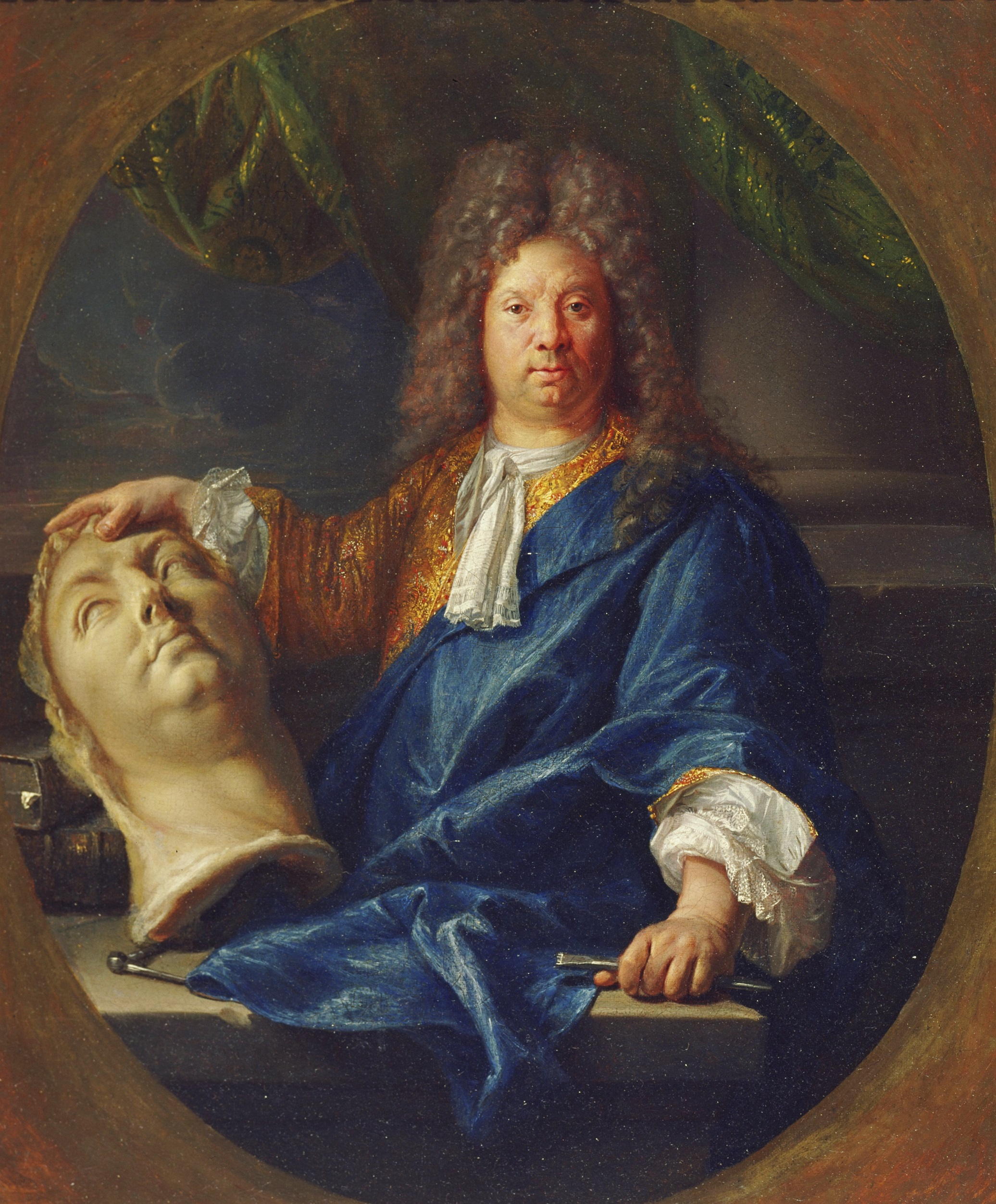
Retrato de Coysevox por François Jouvenet
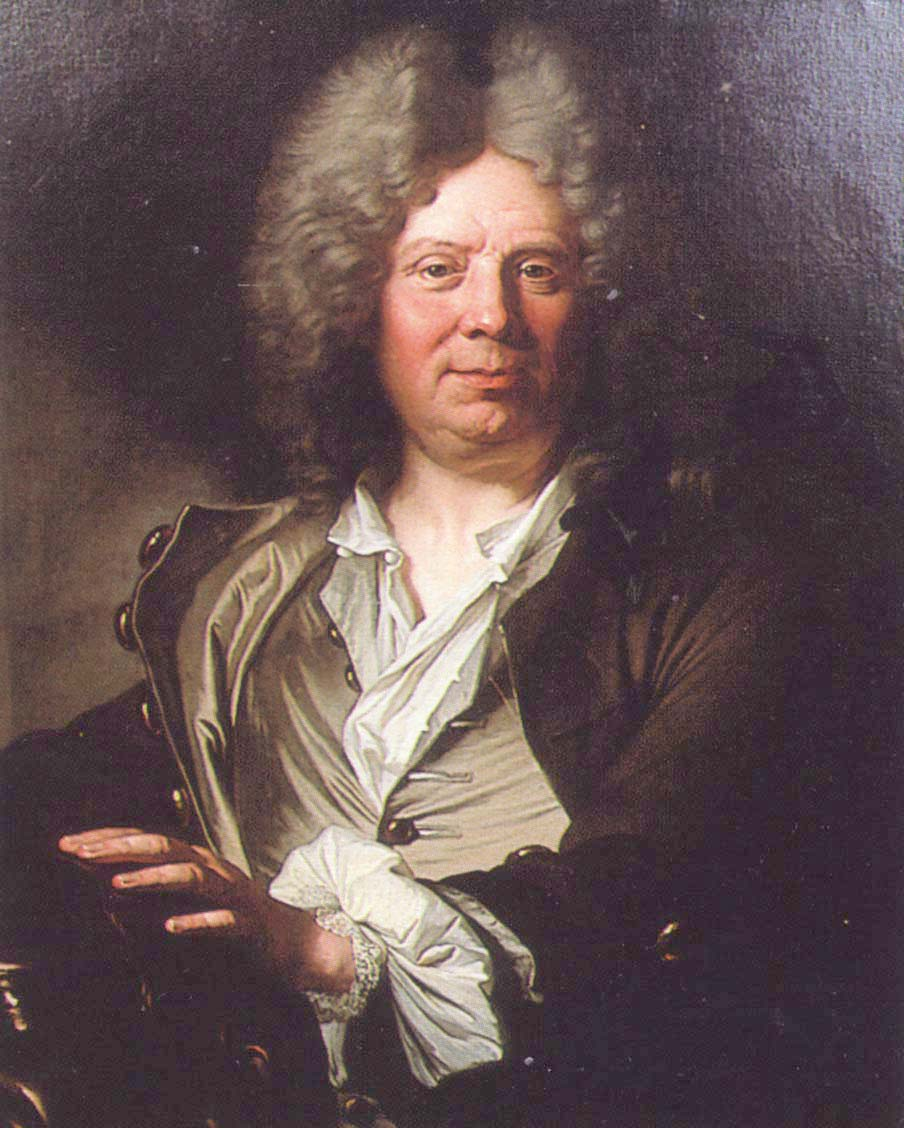
Retrato de Coysevox por Hyacinthe Rigaud